# Harvest Moon (Album)
Harvest Moon ist ein Folk-Album von Neil Young, das am 27. Oktober 1992 veröffentlicht wurde.
Harvest Moon wird als Quasi-Fortsetzung des erfolgreichsten Albums Harvest (1972) angesehen. Die meisten Musiker waren als Band The Stray Gators bereits auf Harvest vertreten, ausgenommen Spooner Oldham, Astrid Young und Larry Cragg. Spooner Oldham übernahm Jack Nitzsches Platz am Piano, Astrid Young (Youngs Halbschwester) und Larry Cragg (sein Gitarren- und Keyboard-Techniker) traten als Background-Sänger auf.
Das Lied Old King bezieht sich auf Youngs kurz zuvor verstorbenen Hund, der in Wirklichkeit „Elvis“ hieß und auch auf Tour sein ständiger Begleiter war.

## Titelliste
1. Unknown Legend – (4:32)
2. From Hank to Hendrix – (5:12)
3. You and Me – (3:45)
4. Harvest Moon – (5:03)
5. War of Man – (5:41)
6. One of These Days – (4:55)
7. Such a Woman (arrangiert von Jack Nitzsche) – (4:36)
8. Old King – (2:57)
9. Dreamin’ Man – (4:36)
10. Natural Beauty – (10:22)

## Mitwirkende
Streicher (auf Such a Woman)
- Maria Newman
- Robin Lorenz
- Berg Garabedian
- Betty Byers
- Valerie Dimond
- Carrie Prescott
- David Stenke
- Larry Corbett
- Greg Gottlieb
- Haim Sitrum
- Cindy McGurty
- Harris Goldman
- Israel Baker
- Rick Gerding
- Matt Funes
- Adriana Zoppo
- Ericka Duke
- David Shamban

Technisches Personal
- Toningenieur: Tim Mulligan und John Nowland
- Produktionsassistent und Fotograf: Joel Bernstein
- Gestaltung: Janet Levinson
- Gitarren- und Keyboard-Techniker: Larry Cragg

## Musikvideo

### Hintergrund
Die Singleauskopplung Harvest Moon wurde mit einem eigens produzierten Musikvideo für den Musiksender MTV beworben. Das Video schildert, wie und wo sich Neil und seine Ehefrau Pegi Morton 1974 kennenlernten. Pegi war die Wirtin vom Alex’s, einem Restaurant mit Bar in den Hügeln oberhalb der Broken Arrow Ranch. Das Video wurde in und am Mountain House in Woodside (Kalifornien) gedreht. Unter den gecasteten Barbesuchern befanden sich viele Freunde, Musiker und Weggefährten wie die Nachbarn Karin und Larry Markegard.

### Handlung
Es ist Vollmond. Neil und Pegi Young fahren in einem 1949er Cadillac-Cabrio vor und betreten das Mountain House, wo ein Tanzabend mit Livemusik stattfindet. Die Band besteht aus Ben Keith an der Lap-Steel-Gitarre, Kenny Buttrey am Schlagzeug, Tim Drummond am Bass und Spooner Oldham am Klavier sowie Nicolette Larson und Neils Schwester Astrid Young als Backgroundsängerinnen. Das Paar tanzt zur Musik von Harvest Moon, wobei Neil Young parallel als Sänger in einer Doppelrolle zu sehen ist.
Mit Beginn der zweiten Strophe macht die Szenerie einen Zeitsprung in die Siebzigerjahre. Das Mountain House heißt jetzt Eat at Alex’s, und Pegi und Neil betreten die Bar als junges Pärchen, mit dem Melvins-Schlagzeuger Dale Crover als „Young Neil“. Das Publikum ist ebenfalls jünger. Die Band trägt Langhaarperücken und spielt dasselbe Lied. Pegi Morton steht hinter der Bar und schenkt Getränke aus. Das junge Paar tanzt verliebt und verlässt nach einiger Zeit zusammen den Raum. Man fährt bei Vollmond davon, während die Band weiterspielt.

## Dreaming Man Live '92
Eine Live-CD mit denselben Songs wie auf Harvest Moon wurde 2009 unter dem Titel Dreaming Man Live '92 veröffentlicht. Die Aufnahmen stammen von einer Solo-Tour von Neil Young im Jahr 1992.

## Verkaufszahlen und Auszeichnungen
| Land/Region                  | Auszeichnungen für Musikverkäufe (Land/Region, Auszeichnung, Verkäufe) | Verkäufe  |
| ---------------------------- | ---------------------------------------------------------------------- | --------- |
| Australien (ARIA)            | Gold                                                                   | 35.000    |
| Kanada (MC)                  | 5× Platin                                                              | 500.000   |
| Neuseeland (RMNZ)            | Platin                                                                 | 15.000    |
| Vereinigte Staaten (RIAA)    | 2× Platin                                                              | 2.000.000 |
| Vereinigtes Königreich (BPI) | Gold                                                                   | 100.000   |
| Insgesamt                    | 2× Gold · 8× Platin ·                                                  | 2.650.000 |

Hauptartikel: Neil Young/Auszeichnungen für Musikverkäufe